# XXx (filmserie)
xXx (uitgesproken als Triple X) is een Amerikaanse actiefilmfranchise van Rich Wilkes. Met hoofdrollen voor Vin Diesel en Ice Cube bestaat de serie uit drie films: xXx (2002), xXx: State of the Union (2005) en xXx: Return of Xander Cage (2017), aangevuld met een korte film: The Final Chapter: The Death of Xander Cage. De serie heeft wereldwijd 656 miljoen dollar opgebracht.

## Films

### xXx(2002)
De film xXx kwam op 24 oktober 2002 uit in Nederland, en op 30 oktober in België. Vin Diesel speelt Xander Cage, een adrenalinejunkie met een voorliefde voor extreme sporten. Daarnaast is hij stuntman en een recalcitrante spion voor de NSA. Hij wordt op een gevaarlijke missie naar Centraal-Europa gestuurd om een groep van potentiële Russische terroristen te infiltreren. De film werd geregisseerd door Rob Cohen, die eerder al The Fast and the Furious maakte met Vin Diesel. Andere rollen waren er voor o.a. Asia Argento, Marton Csokas en Samuel L. Jackson.

### xXx: State of the Union(2005)
De tweede film in de serie werd in België op 27 april 2005 uitgebracht en een dag later in Nederland. Ice Cube maakt zijn debuut in de xXx-serie als Darius Stone, een agent die naar Washington DC wordt gestuurd om een machtsstrijd tussen nationale leiders te sussen.

### xXx: Return of Xander Cage(2017)
Deze film kwam in Nederland uit op 19 januari 2017, in België op 1 februari. Xander Cage beëindigt zijn zelfverkozen ballingschap en wordt ingezet om Pandora's Box, een sinister en schijnbaar onstuitbaar wapen, terug te veroveren. Omringd door een nieuwe groep van sensatiezoekende medestrijders belandt Xander in een gevaarlijk complot van de belangrijkste regeringen ter wereld.

### Toekomst
In een interview met Variety onthulde Diesel dat Paramount hem reeds gevraagd heeft voor een vierde film en dat er zelfs al in mei 2017 begonnen zou worden met de productie.

## Korte film

### The Final Chapter: The Death of Xander Cage
Op de DVD van de director's cut-versie van de eerste film staat deze korte film van vier minuten. De verhaallijn speelt zich af vóór xXx: State of the Union en gaat in op de vermeende dood van Xander Cage.
In de korte film wordt Xander gespeeld door Khristian Lupo, de stunt-double van Vin Diesel. Ook speelt Leila Arcieri mee als Jordan King (uit de eerste film) en vertolkt John G. Connolly de luitenant-kolonel Alabama "Bama" Cobb, een van de slechteriken uit de tweede film.

## Cast
| Karakters                               | Films                | Films                   | Films                      | Korte film                                   |
| Karakters                               | xXx                  | xXx: State of the Union | xXx: Return of Xander Cage | The Final Chapter: The Death of Xander Cage  |
| Karakters                               | 2002                 | 2005                    | 2017                       | 2005                                         |
| --------------------------------------- | -------------------- | ----------------------- | -------------------------- | -------------------------------------------- |
| Xander Cage xXx                         | Vin Diesel           |                         | Vin Diesel                 | Khristian Lupo Vin Diesel (archiefmateriaal) |
| NSA Agent Augustus Eugene Gibbons       | Samuel L. Jackson    | Samuel L. Jackson       | Samuel L. Jackson          |                                              |
| Darius Stone xXx                        |                      | Ice Cube                | Ice Cube                   |                                              |
| Toby Lee Shavers                        | Michael Roof         | Michael Roof            |                            |                                              |
| Jordan King                             | Leila Arcieri        |                         |                            | Leila Arcieri                                |
| Alabama "Bama" Cobb                     |                      | John G. Connolly        |                            | John G. Connolly                             |
| Yorgi                                   | Martin Csokas        |                         |                            |                                              |
| Yelena                                  | Asia Argento         |                         |                            |                                              |
| Milan Sova                              | Richy Müller         |                         |                            |                                              |
| Kirill                                  | Werner Daehn         |                         |                            |                                              |
| Kolya                                   | Petr Jákl            |                         |                            |                                              |
| Viktor                                  | Jan Pavel Filipensky |                         |                            |                                              |
| California State Senator Dick Hotchkiss | Tom Everett          |                         |                            |                                              |
| El Jefe                                 | Danny Trejo          |                         |                            |                                              |
| NSA Agent Jim McGrath                   | Thomas Ian Griffth   |                         |                            |                                              |
| J.J.                                    | Eve                  |                         |                            |                                              |
| NSA Agent Roger Donnan                  | William Hope         |                         |                            |                                              |
| Ivan Pedgrag                            | Radek Tomecka        |                         |                            |                                              |
| Ivan Podrov                             | Martin Hub           |                         |                            |                                              |
| General George Deckert                  |                      | Willem Dafoe            |                            |                                              |
| NSA Agent Kyle Christopher Steele       |                      | Scott Speedman          |                            |                                              |
| U.S. President James Sanford            |                      | Peter Strauss           |                            |                                              |
| Zeke                                    |                      | Xzibit                  |                            |                                              |
| Charlie Mayweather                      |                      | Sunny Mabrey            |                            |                                              |
| Lola Jackson                            |                      | Nona Gaye               |                            |                                              |
| NSA Agent Meadows                       |                      | Ramon De Ocampo         |                            |                                              |
| Xiang xXx                               |                      |                         | Donnie Yen                 |                                              |
| Serena Unger                            |                      |                         | Deepika Padukone           |                                              |
| Becky Clearidge                         |                      |                         | Nina Dobrev                |                                              |
| Adele Wolff                             |                      |                         | Ruby Rose                  |                                              |
| Talon                                   |                      |                         | Tony Jaa                   |                                              |
| Harvard "Nicks" Zhou                    |                      |                         | Kris Wu                    |                                              |
| Tennyson "Torch"                        |                      |                         | Rory McCann                |                                              |
| CIA Director Anderson                   |                      |                         | Al Sapienza                |                                              |
| Gina Roff                               |                      |                         | Ariadna Gutiérrez          |                                              |
| Hawk                                    |                      |                         | Michael Bisping            |                                              |
| Ainsley                                 |                      |                         | Hermione Corfield          |                                              |
| Red Erik                                |                      |                         | Andrey Ivchenko            |                                              |
| Neymar Jr. xXx                          |                      |                         | Neymar                     |                                              |

## Crew
| Film                       | Regisseur    | Auteur(s)        | Producer(s)                                            | Cinematografie    | Muziek                      | Editor(s)                                      |
| -------------------------- | ------------ | ---------------- | ------------------------------------------------------ | ----------------- | --------------------------- | ---------------------------------------------- |
| xXx                        | Rob Cohen    | Rich Wilkes      | Neal H. Moritz                                         | Dean Semler       | Randy Edelman               | Chris Lebenzon Joel Negron Paul Rubell         |
| xXx: State of the Union    | Lee Tamahori | Simon Kinberg    | Neal H. Moritz Anre Schmidt                            | David Tattersall  | Marco Beltrami              | Mark Goldblatt Todd E. Miller Steven Rosenblum |
| xXx: Return of Xander Cage | D. J. Caruso | F. Scott Frazier | Joe Roth Jeff Kirschenbaum Vin Diesel Samantha Vincent | Russell Carpenter | Brian Tyler Robert Lydecker | Jim Page Vince Filippone                       |

## Ontvangst

### Opbrengsten
| Film                       | Datum van uitgave (VS) | Opbrengst     | Opbrengst     | Opbrengst    | Positie in opbrengst       | Positie in opbrengst    | Budget      | Bron  |
| Film                       | Datum van uitgave (VS) | Noord-Amerika | Andere landen | Wereldwijd   | Aller tijden Noord-Amerika | Aller tijden wereldwijd | Budget      | Bron  |
| -------------------------- | ---------------------- | ------------- | ------------- | ------------ | -------------------------- | ----------------------- | ----------- | ----- |
| xXx                        | 9 augustus 2002        | $142.109.382  | $135.339.000  | $277.448.382 | #334                       | #416                    | $70 miljoen | [ 2 ] |
| xXx: State of the Union    | 29 April 2005          | $26.873.932   | $44.148.761   | $71.022.693  | #2.675                     | -                       | $60 miljoen | [ 3 ] |
| xXx: Return of Xander Cage | 20 januari 2017        | $44.898.413   | $301.065.438  | $345.963.851 | #1.750                     | #322                    | $85 miljoen | [ 4 ] |
| Totaal                     | Totaal                 | $213.881.727  | $480.553.199  | $694.434.926 | $215 miljoen               | [ 5 ]                   |             |       |

### Kritieken
| Film                       | Rotten Tomatoes     | Metacritic        | CinemaScore |
| -------------------------- | ------------------- | ----------------- | ----------- |
| xXx                        | 48% (178 recensies) | 48 (33 recensies) | A−          |
| xXx: State of the Union    | 16% (135 recensies) | 37 (31 recensies) | B+          |
| xXx: Return of Xander Cage | 43% (112 recensies) | 42 (25 recensies) | A–          |

De eerste film werd ontvangen met gemengde recensies. Roger Ebert noemde hem "even goed als een James Bond-film". Adam Smith van Empire Online noemde de film "hier en daar onderhoudend, maar gehinderd door een hakkelige screenplay". Hij gaf de film drie uit vijf sterren. De film werd genomineerd voor een Razzie Award in de categorie "meest opgeblazen tienerfilm", maar verloor de prijs aan Jackass: The Movie.
De tweede film werd afgekraakt door de critici. Boo Allen van de Denton Record Chronicle sprak van een "mollige, chagrijnige, onbegrijpelijke actieheld". Brian Orndorf van FilmJerk.com vergeleek het kijken naar de film met "het hoofd naar voren op volle snelheid tegen een stenen muur rennen". 
David Hiltbrand van de Philadelphia Inquirer schreef: "het plot slingert heen en weer tussen naïef ongeloofwaardig en boosmakend dom". Maar sommige critici waardeerden de film ook. Mack Bates van de Milwaukee Journal Sentinel prees Ice Cube's "herkenbare charisma en wijsheid van de straat". Owen Gleiberman van Entertainment Weekly noemde de film "een zeldzame B-film die wortelt in basale gevoelens van macht en vergelding." Paul Arendt van de BBC zei ten slotte: "binnen zijn eigen goedkope standaarden is de film bijzonder goed geslaagd."